# Mette Lindberg
Mette Lindberg, född den 2 december 1983 i Herlev, är en dansk sångerska som, tillsammans med Lars Iversen, utgjorde grunden för gruppen The Asteroids Galaxy Tour. Hon satt i domarpanelen under danska X Factor 2017.